# Afghan Star
Afghan Star ist eine Castingshow in Afghanistan, ähnlich Deutschland sucht den Superstar, in der es darum geht,  den talentiertesten afghanischen Nachwuchssänger zu finden. Die Sendung wird von dem afghanischen Fernsehsender Tolo TV ausgestrahlt. Seit September 2005 wurden von der Show 12 Staffeln produziert.

## Hintergrund
Unter der Herrschaft der islamistischen Taliban war jegliche Musik als „unislamisch“ verboten.  Videorekorder, Fernseher, CDs, Plattenspieler, Schallplatten, Kassetten und andere Tonträger waren verboten und wurden beschlagnahmt. Lediglich gesungene Koranverse waren erlaubt.
Vor diesem Hintergrund wirkt eine Fernsehshow, die sich an Deutschland sucht den Superstar orientiert, besonders provokant, da beispielsweise in einer Episode eine Kandidatin aus Herat beim Singen tanzte, was für Frauen als in der Öffentlichkeit unangemessen gilt, und ihr dabei zudem das Kopftuch von den Haaren rutschte.
Aus diesem Grund ist diese Show islamischen Geistlichen und konservativen Afghanen ein Dorn im Auge. Sie sehen darin eine „Stärkung der Unmoral“. Angeblich sollen Bilder der Show der ländlichen Dorfbevölkerung zur Abschreckung gezeigt worden sein. Mehrere Teilnehmerinnen sind bereits bedroht worden. Setara Hussainzada, eine Tadschikin aus Herat, die bei einem Auftritt Achte geworden war, musste wegen Morddrohungen von zu Hause fliehen.

## Afghan Star (Film)
Vor dem Hintergrund der Castingshow wurde im Jahr 2009 ein Dokumentarfilm produziert, der ebenfalls den Namen Afghan Star trägt. In dem Film werden die Bemühungen von vier Afghanen, Hameed Sakhizada, Setara Hussainzada, Rafi Naabzada, und Lema Sahar geschildert, den Wettbewerb um den Titel zu gewinnen. Der Regisseur und Moderator der Show, Daoud Sediqi, kommt ebenfalls zu Wort. Afghan Star wurde von der britischen Regisseurin Havana Marking produziert.